# Pianoconcert nr. 6 (Beethoven)
Het pianoconcert nr. 6 in D majeur is een onvoltooid pianoconcert van de Duitse componist Ludwig van Beethoven.
Men schat dat Beethoven eind 1814, begin 1815 veel tijd besteedde aan een project dat nooit werd voltooid: een pianoconcert in D majeur dat als het voltooid was geweest het zesde pianoconcert van Beethoven zou zijn.
Beethoven maakte ongeveer zeventig pagina's met schetsen voor het eerste deel. Hij was zelfs begonnen met het schrijven van een volledige score, die van het begin van het eerste deel bijna ononderbroken doorloopt tot het midden van de solo expositie (maat 182), hoewel de score fragmentarischer wordt als het werk vordert en er tekenen zijn van besluiteloosheid of ontevredenheid van de componist.
De Brit Nicholas Cook reconstrueerde in 1987 een vervollediging van het eerste deel.